# Lee Seul-bi
Lee Seul-bi (hangeul: 이슬비), anche conosciuta con il nome d'arte Ga Won (hangeul: 가원; Suncheon, 24 aprile 1991) è un'attrice e modella sudcoreana.

## Filmografia

### Cinema
- King Kong-eul deulda (킹콩을 들다), regia di Park Keon-hong (2009)
- Susanghan gogaekdeul (수상한 고객들), regia di Jo Jin-mo (2011)
- Jeokgwa-ui dongchim (적과의 동침), regia di Park Geon-yong (2011)
- Hanbeondo anhaebon yeoja (한번도 안해본 여자), regia di Ahn Cheol-ho (2014)
- Tunnel 3D (터널 3D), regia di Park Gyu-taek (2014)

### Televisione
- Sanbu-in-gwa yeo-uisa (산부인과 여의사?) – serial TV (2010)
- Sarang-eun jug-eumboda ganghago (사랑은 죽음보다 강하고?) – serial TV (2010-2011)
- Gongju-ui namja (공주의 남자?) – serial TV (2011)
- Gaksital (각시탈?) – serial TV, episodi 20-21 (2012)
- Yurigamyeon (유리가면?) – serial TV (2012-2013)
- Dae-wang-ui kkum (대왕의 꿈?) – serial TV (2012-2013)
- Choegoda Lee Soon-shin (최고다 이순신?, Choegoda I Sun-sinLR) – serial TV (2013)
- Manyeo-ui yeon-ae (마녀의 연애?) – serial TV (2014)
- Manyeo-ui seong (마녀의 성?) – serial TV (2015-2016)
- Hanbeon deo happy ending (한번 더 해피엔딩?, Hanbeon deo haepi endingLR) – serial TV (2016)
- Abeonim jaega mosilge-yo (아버님 제가 모실게요?) – serial TV (2016-2017)
- Dokkaebi (도깨비?) – serial TV (2016)